# Saron (mythologie)
Pour les articles homonymes, voir Saron.
Dans la mythologie grecque, Saron (en grec ancien Σάρων / Sárôn) est roi de Trézène.
Succédant sur le trône à Althépos (en), il érige sur la côte un temple consacré à Artémis Saronide. Grand chasseur, il poursuit un jour un cerf jusqu'au bord de la mer ; l'animal n'arrêtant pas sa course, Saron saute après lui dans l'eau et le poursuit à la nage jusqu'à mourir d'épuisement. Son corps est ensuite rejeté par les flots et les Trézéniens lui vouent un culte héroïque.
Il laisse son nom au Golfe Saronique (auparavant appelé « Golfe phœbéen »), dans lequel il s'est noyé. Étienne de Byzance rapporte qu'une bourgade était appelée « Saron » à proximité de Trézène et une scholie à Euripide dit que Trézène elle-même fut un temps appelée « Saronia ».

## Sources
- Étienne de Byzance, Ethniques [détail des éditions], s.v. Σάρων.
- Pausanias, Description de la Grèce [détail des éditions] [lire en ligne], II, 30, 7.
- Scholie à Euripide, Hippolyte, 1190.